# Сражение при Поса де Санта Исабель
Захват эскадры Розили (также встречаются названия Захват эскадры в Кадисе, Битва при Кадисе/Битва за Кадис и Битва при Поса-де-Санта-Исабель) произошёл 14 июня 1808 года в Кадисе, Испания, спустя почти три года после битвы при Трафальгаре, во время Мадридского восстания. Пять французских линейных кораблей и фрегат всё ещё находились в порту, оставаясь там после победы англичан. Французский адмирал Франсуа Этьен де Розили-Меро после пятидневного сражения с испанцами сдал всю свою эскадру с 4 тыс. моряками.

## Предыстория
Через четыре дня после Трафальгарской битвы 25 октября 1805 года контр-адмирал Франсуа Этьен де Розили-Меро прибыл в Кадис с приказом Наполеона Бонапарта заменить Пьер-Шарля де Вильнева, командующего объединённой флотилией. Однако он опоздал, так как Вильнёв уже покинул порт, чтобы встретиться с Горацио Нельсоном и потерпеть своё великое поражение.
После Трафальгара линейные корабли (в скобках число пушек) Héros (74), Algesiras (80), Pluton (74), Argonaute (74), Neptune (80) и фрегат Cornélie (44) оставались в бухте Кадис. Французы не могли покинуть залив в течение трёх лет, так как выход из него блокировался британской эскадрой в 12 кораблей под командой адмирала Джона Чайлда Пурвиса. В мае, после событий в Байонне и мадридского восстания, местные жители обратились против своих бывших французских союзников. Стали происходить столкновения и убийства, которые вынудили Розили запретить его матросам сходить на берег.
Розили стремился выиграть достаточно времени для прибытия в Кадис войск, которые были направлены из Мадрида в Андалусию. Он занял оборонительные позиции за пределами досягаемости сухопутных батарей в канале, ведущем к Каракасу. Стоя там на якоре, он сначала попросил разрешить ему покинуть залив, чтобы успокоить испанцев. Затем он сообщил англичанам, блокировавшим порт, что готов отправить свои пушки на берег, держать экипажи на борту и спустить флаг. В обмен он требовал заложников для безопасности своих больных и французских жителей Кадиса, а также обещание, что на него не нападут. Британцы на это не согласились.
Испанский губернатор Кадиса Томас Морла отказался выполнить требования Розили и вместо этого потребовал, чтобы тот сдался. После отказа Розили испанцы установили батареи на Исла де Леон и вблизи форта Луи.

## Битва
9 июня в 15:00 испанское артиллерийское подразделение, мортиры на бомбардирских кораблях и батареи, установленные на Исла де Леон и в форте Луи, начали непрерывный обстрел французских кораблей, который продолжался до наступления темноты. Испанцы даже попросили, чтобы им помогли с двух линейных кораблей, Принсипе де Астуриас и Terrible.
Розили пытался задержать предстоящую битву, посылая письма испанским властям, поскольку его единственной надеждой было прибытие имперской армии по суше или захват арсенала. Он переместил свои корабли к Поса-де-Санта-Исабель, круглой впадине диаметром 300 метров и глубиной 20, расположенной в центре залива, в 500 метрах от пляжа Касерия-де-Сан-Фернандо.
На следующее утро канонада возобновилась и продолжалась до 2 часов дня, когда французский флагман, Héros, поднял белый флаг, сигнализирующий о просьбе о перемирии. Вскоре после этого Розили направил испанскому губернатору Морле письмо с предложением выгрузить свои орудия и боеприпасы на берег, оставить людей на борту и не поднимать какого-либо флага. Эти условия были сочтены неприемлемыми, и испанцы стали готовиться возобновить атаку. 14-го, в 7 часов утра, ещё одна батарея из 30 24-фунтовых пушек была готова к бою, и многочисленные бомбардирские суда заняли свои позиции. Французские корабли сначала приспустили флаги, а днём подняли вместо них испанские, что означало капитуляцию.
Британцы оставались нетерпеливыми зрителями этих событий. Адмирал Коллингвуд, который командовал блокадой Кадиса, сделал испанцам предложение о сотрудничестве, но оно было отклонено. Им было достаточно, что англичане не давали французскому флоту сбежать; кроме того, испанцам не хотелось, чтобы британцы впоследствии предъявили претензии на добычу, которая была захвачена без их помощи.
Французы потеряли только четырёх человек. Особых возможностей для сопротивления у них не было, и, будучи уверенным в успехе, испанский губернатор Томас Морла не хотел применять более жестокие средства, такие, как калёные ядра.

## Итог
Сразу после капитуляции французского флота верховная хунта Испании обратилась к британскому адмиралу с просьбой отправить одно из своих судов с уполномоченными представителями хунты для переговоров с британским правительством о союзе против Наполеона.
Джордж Каннинг, министр иностранных дел Его Величества, заявил:
Я уже не помню, что между Испанией и Великобританией была война. Каждая нация, которая сопротивляется непомерной власти Франции, немедленно становится, какими бы ни были её предыдущие отношения с нами, естественным союзником Великобритании.
4 июля британское правительство издало приказ, объявив, что все военные действия между Великобританией и Испанией немедленно прекращаются.